# Lysmaskar
Lysmaskar (Lampyridae) är en familj av skalbaggar med 5-ledade tarser. Hit hör medelstora och små skalbaggar med ganska tillplattad kroppsform, med huvudet dolt under halsskölden och med korta antenner och ben. Hos vissa arter kan båda könen flyga. Hos andra kan bara hannen flyga. Hos ytterligare andra saknar båda könen vingar.
Vad som framför allt utmärker gruppen är dess lysförmåga (bioluminiscens), vilken är i olika grad utbildad hos de båda könen och alltid har sitt säte i bakkroppens sista leder. Av några hundra hithörande arter från skilda världsdelar förekommer ett tjugotal i Europa, varav två i Sverige.
Ljuset skapas när luciferin oxiderar. Dessutom finns saltkristaller som förbättrar lysförmågan. Lyssignalens rytm är specifik för varje art.
De svenska arterna är stor lysmask (Lampyris noctiluca) och liten lysmask (Phosphaenus hemipterus). Stor lysmask är ca 12 mm lång och ganska vanlig i södra Sverige men förekommer även norrut mot Medelpad. Den  mindre arten, liten lysmask, som är 6-8 mm lång förekommer sällsynt från Skåne till Uppland. Hos båda arterna är honorna vinglösa. Hanen hos den mindre arten har endast rudimentära täckvingar medan den större artens hane har ordentliga vingar och kan flyga.
Lysmaskar förtär i huvudsak sniglar. Finns det gott om sniglar, är chansen stor att även lysmasken är talrik.